# Мессахель, Абделькадер
Абделькадер Мессахель (араб. عبد القادر مساهل‎) — государственный и политический деятель Алжира. С 2017 по 2019 год занимал должность министра иностранных дел страны.

## Биография
Родился 11 июля 1949 года в алжирском городе Тлемсене. В 1971 году был начальником отдела «Освободительных движений» в Министерстве иностранных дел Алжира. С 1986 по 1999 год курировал африканское направление в Министерстве иностранных дел, был послом в ряде стран этого континента. С 1999 по 2000 год был специальным посланником президента Алжира, отвечал за мониторинг мирного процесса в Демократической Республике Конго. С 2000 по 2017 год курировал магрибское направление в Министерстве иностранных дел.
26 августа 2015 года министр-делегат по делам стран Магриба и Африки при МИД Алжира Абделькадер Мессахель отметил, что нужно приложить усилия для скорейшего формирования в Ливии правительства национального единства, без которого невозможно будет остановить продолжающуюся Гражданскую войну в этой стране.
25 мая 2017 года был назначен на должность министра иностранных дел Алжира.